# Kulturstatistik
Zur Kulturstatistik rechnen Statistiken und Prognosen zum Schul-, Hochschul- und Kulturbereich. Sie werden bundesweit vom Sekretariat der Kultusministerkonferenz koordiniert.
Dabei wird die allgemeine amtliche Statistik zugrunde gelegt, außerdem werden aber auch Geschäftsstatistiken überregionaler Einrichtungen und eigene Umfragen in den Ländern herangezogen. Diese Statistiken werden bei Beratungen und Beschlüssen der Kultusministerkonferenz zugrunde gelegt. Außerdem stehen sie auch anderen Gremien und Einrichtungen im nationalen und internationalen Bereich zur Verfügung und werden der interessierten Öffentlichkeit zur Verfügung gestellt.
Die Erhebung der Daten erfolgt nicht nur auf Länderebene, sondern auch durch die verschiedenen kommunalen Behörden.